# Diogo Rodrigues
Diogo Rodrigues (? - Goa, 21 de abril de 1577) fue un navegante y explorador portugués del océano Índico, en honor del que se nombró la isla Rodrigues. 
Diogo Rodrigues, en 1528, exploró las islas de Reunión, Mauricio, y Rodrigues, bautizándolas como las islas Mascareñas en honor a su compatriota Pedro de Mascarenhas, que había estado antes en ellas.
De acuerdo a José Nicolau da Fonseca, Rodrigues fue enterrado en Goa en una tumba cuyo epitafio reza: 

Acqui jaz Diogo Rodrigues o do Forte, Capitão desta Fortaleza, o qual derrubou os pagodes destas terras. Falleceu á 21 de Abril de 1577 annos.
Aquí yace Diogo Rodrigues o do Forte, capitán de esta fortaleza, el cual derruyó las pagodas de estas tierras. Falleció el 21 de abril del año de 1577.
Epitafio de la tumba de Diogo RodriguesEpitafio de la tumba de Diogo Rodrigues